# Zespół Ramsaya Hunta
Zespół Ramsaya Hunta (ang. Ramsay Hunt syndrome type II) lub półpasiec uszny – specyficzna postać półpaśca, w której dochodzi do zajęcia zwoju kolanka nerwu twarzowego, cechująca się bólem w uchu, wysypką pęcherzykową w okolicy małżowiny usznej, osłabieniem słuchu lub zaburzeniami równowagi, często z porażeniem nerwu twarzowego. Opisany w 1907 roku.
Najczęściej występuje u osób w wieku 40–60 lat. Rozpoczyna się ogólnym osłabieniem, stanem podgorączkowym, który często ustępuje w momencie pojawienia się pierwszych pęcherzyków i rumienia w okolicy małżowiny usznej. Zmiany rumieniowe mogą wystąpić na podniebieniu oraz na języku, mogą skutkować nadmierną suchością w jamie ustnej. Wypryskom towarzyszy często silny ból neuralgiczny. Obwodowe porażenie nerwu twarzowego występuje u około 60-90% chorych. Głęboki niedosłuch odbiorczy o lokalizacji pozaślimakowej występuje w około 40% przypadków. Zawroty głowy i zaburzenia równowagi z oczopląsem w kierunku zdrowego ucha mogą pojawić się u około 40% chorych. Spowodowane są uszkodzeniem nerwu przedsionkowego.
Uszkodzenie nerwu twarzowego jest często odwracalne. Zwraca się szczególną uwagę na szybkie wdrożenie leczenia acyklowirem oraz prednizolonem, co pozwala na pełny powrót funkcji nerwu w około 3/4 przypadków. Uszkodzenia nerwu przedsionkowo-ślimakowego są zwykle nieodwracalne.